# Vật tại Đại hội Thể thao Đông Nam Á 2013
Vật tại Đại hội Thể thao Đông Nam Á năm 2013 được tổ chức tại Thuwunna Indoor Stadium, thành phố Yangon, Myanmar, từ ngày 9 đến ngày 13 tháng 12 năm 2013. Chương trình thi đấu đấu bao gồm ba nội dung thi đấu chính: vật cổ điển nam, vật tự do nam và vật tự do nữ, với tổng cộng 21 hạng cân trải đều ở cả ba nhóm. Đoàn Việt Nam thể hiện sức mạnh vượt trội khi giành được 10 huy chương vàng, dẫn đầu toàn đoàn.

## Tóm tắt kết quả

### Cổ điển nam
| Hạng cân | Vàng                           | Bạc                                | Đồng                           |
| -------- | ------------------------------ | ---------------------------------- | ------------------------------ |
| 55 kg    | Đới Đăng Tiến · Việt Nam       | Margarito Angana Jr. · Philippines | Suparmanto · Indonesia         |
| 60 kg    | Ritisak Pravan · Thái Lan      | Wunna Htun · Myanmar               | Sathaphone Thammavongsa · Lào  |
| 60 kg    | Ritisak Pravan · Thái Lan      | Wunna Htun · Myanmar               | Phạm Sỹ Thu · Việt Nam         |
| 66 kg    | Trần Văn Trường · Việt Nam     | Rustang · Indonesia                | Htun Aung · Myanmar            |
| 74 kg    | Kusno Hadi Saputra · Indonesia | Atthaphol Sirithahan · Thái Lan    | Khổng Văn Khoa · Việt Nam      |
| 84 kg    | Kov Chheang Hong · Campuchia   | Jason Balabal · Philippines        | Chinnawet Kanchalee · Thái Lan |
| 96 kg    | Zaw Moe Aung · Myanmar         | Khonkeo Thatthavong · Lào          | Nguon Heng Kim · Campuchia     |
| 120 kg   | Myint Zin · Myanmar            | Dorn Sov · Campuchia               | Phouxay Thongkhamerng · Lào    |

### Tự do nam
| Hạng cân | Vàng                       | Bạc                                 | Đồng                           |
| -------- | -------------------------- | ----------------------------------- | ------------------------------ |
| 55 kg    | Nguyễn Huy Hà · Việt Nam   | Eko Roni Saputra · Indonesia        | Aung Aung · Myanmar            |
| 55 kg    | Nguyễn Huy Hà · Việt Nam   | Eko Roni Saputra · Indonesia        | Alvin Lobrequito · Philippines |
| 60 kg    | Nguyễn Thế Anh · Việt Nam  | Muhammad Iqbal · Indonesia          | Denpiseth Kang · Campuchia     |
| 60 kg    | Nguyễn Thế Anh · Việt Nam  | Muhammad Iqbal · Indonesia          | Jhonny Morte · Philippines     |
| 66 kg    | Bùi Tuấn Anh · Việt Nam    | Ricky Fajar Adi Saputra · Indonesia | Joseph Angana · Philippines    |
| 74 kg    | Cấn Tất Dự · Việt Nam      | Tadsapol Pasawang · Thái Lan        | Saw Gar Byiel · Myanmar        |
| 84 kg    | Fahrjansyah · Indonesia    | Methee Tepakam · Thái Lan           | Jason Balabal · Philippines    |
| 96 kg    | Phonexay Phanchanxay · Lào | Kyaw Win Oo · Myanmar               | Joshua Sou · Campuchia         |
| 120 kg   | Sov Dorn · Campuchia       | Phyo Zaw Khine · Myanmar            | Sengsouly Manivong · Lào       |

### Tự do nữ
| Hạng cân | Vàng                      | Bạc                          | Đồng                                 |
| -------- | ------------------------- | ---------------------------- | ------------------------------------ |
| 44 kg    | Chov Sotheara · Campuchia | Sureeporn Pimpak · Thái Lan  | Thidar Soe · Myanmar                 |
| 48 kg    | Vũ Thị Hằng · Việt Nam    | Sriprapa Tho Kaew · Thái Lan | Panay Nokeo · Lào                    |
| 48 kg    | Vũ Thị Hằng · Việt Nam    | Sriprapa Tho Kaew · Thái Lan | Inadrah · Indonesia                  |
| 51 kg    | Nguyễn Thị Lụa · Việt Nam | Heka Mayasari · Indonesia    | Chan Raksmey · Campuchia             |
| 55 kg    | Phạm Thị Huệ · Việt Nam   | Maliwan Muangpor · Thái Lan  | Aye Aye Aung · Myanmar               |
| 59 kg    | Phạm Thị Loan · Việt Nam  | Salinee Srisombat · Thái Lan | Ridha Wahdaniyaty Ridwan · Indonesia |
| 63 kg    | Ni Samnang · Campuchia    | Latxomphou Oday · Lào        | Wai Lwin Aung · Myanmar              |
| 67 kg    | May Thazin Phoo · Myanmar | Chea Sreymeas · Campuchia    | Soumaly Phinith · Lào                |

## Bảng huy chương
| Hạng               | Đoàn               | Vàng | Bạc | Đồng | Tổng số |
| ------------------ | ------------------ | ---- | --- | ---- | ------- |
| 1                  | Việt Nam (VIE)     | 10   | 0   | 2    | 12      |
| 2                  | Campuchia (CAM)    | 4    | 2   | 4    | 10      |
| 3                  | Myanmar (MYA)      | 3    | 3   | 6    | 12      |
| 4                  | Indonesia (INA)    | 2    | 5   | 3    | 10      |
| 5                  | Thái Lan (THA)     | 1    | 7   | 1    | 9       |
| 6                  | Lào (LAO)          | 1    | 2   | 5    | 8       |
| 7                  | Philippines (PHI)  | 0    | 2   | 4    | 6       |
| Tổng số (7 đơn vị) | Tổng số (7 đơn vị) | 21   | 21  | 25   | 67      |